# 飯室大吾
飯室 大吾（いいむろ だいご、1979年11月12日 - ）は、日本のラジオDJ。血液型・B型。二卵性双生児の弟がいる。

## 略歴
関西外国語大学外国語学部英文語学科卒業後は東京のコンサートプロモーター会社に就職した。その後、ディスクガレージのイベンターを務めていた。
高校時代はロックバンドをやっていた。かつてはFM802のリスナーであり、自宅でかかっていたラジオがFM802であったことから、ラジオDJを目指すようになった。2006年にFM802のDJオーディション合格し、同年10月『FUNKY JAMS 802』でDJデビューした。同期に内田絢子がいる。

## 人物
- 趣味は料理、ランニング、登山、家庭菜園、読書[5]。
- 2019年に大阪マラソンに出場し見事完走を果たしている他[5]、2024年に同大会に出場した際は自己ベストを更新している。

## 出演

### ラジオ番組

#### 現在の出演番組
FM802
- FRIDAY Cruisin' Map!!（2018年4月6日 - ）
- MUSIC Play-STANDARD（2024年4月1日 - ） - 週替わり担当
- DAYBREAK（月・火曜日担当、2025年4月1日 - ） - FM COCOLOでも放送

#### 過去の出演番組
FM802
- 802.DJ INDEX（2008年10月 - 2008年12月）

アシスタントは鬼頭由芽。
- THE NAKAJIMA HIROTO SHOW 802 RADIO MASTERS

番組内コーナー「ローソン LUCKY WAVE」に、ローソンマスターズ隊員"フォーク"として出演。
- FUNKY JAMS 802

2006年10月 - 2009年9月：火曜日、2009年10月 - 2009年12月：木曜日
担当期間の最長記録である。
- Saturday Amusic Islands Afternoon Edition

番組内コーナー「MUSIC CHALLENGE FLASH」（16:47 - 16:57）に、"SAKAIくん"として出演。
- RADIO ∞ INFINITY（2010年1月8日 - 2018年3月30日）
- AWESOME FRIDAYS（2013年4月5日 - 2018年3月30日）
- 802 MORNINGSCAPE（2018年4月2日 - 2025年3月31日）
- on-air with TACTY IN THE MORNING（2024年3月21日）

春休みで休演している大抜卓人の代理で出演。
- FM802 Headline News & Weather Information（水曜午後担当、2024年7月 - 2025年3月）

### テレビ番組
- あしたをつかめ 平成若者仕事図鑑（2007年9月1日、NHK教育）

第113回「ラジオDJ」で仕事に密着。